# Orson Knapp Miller, Jr.

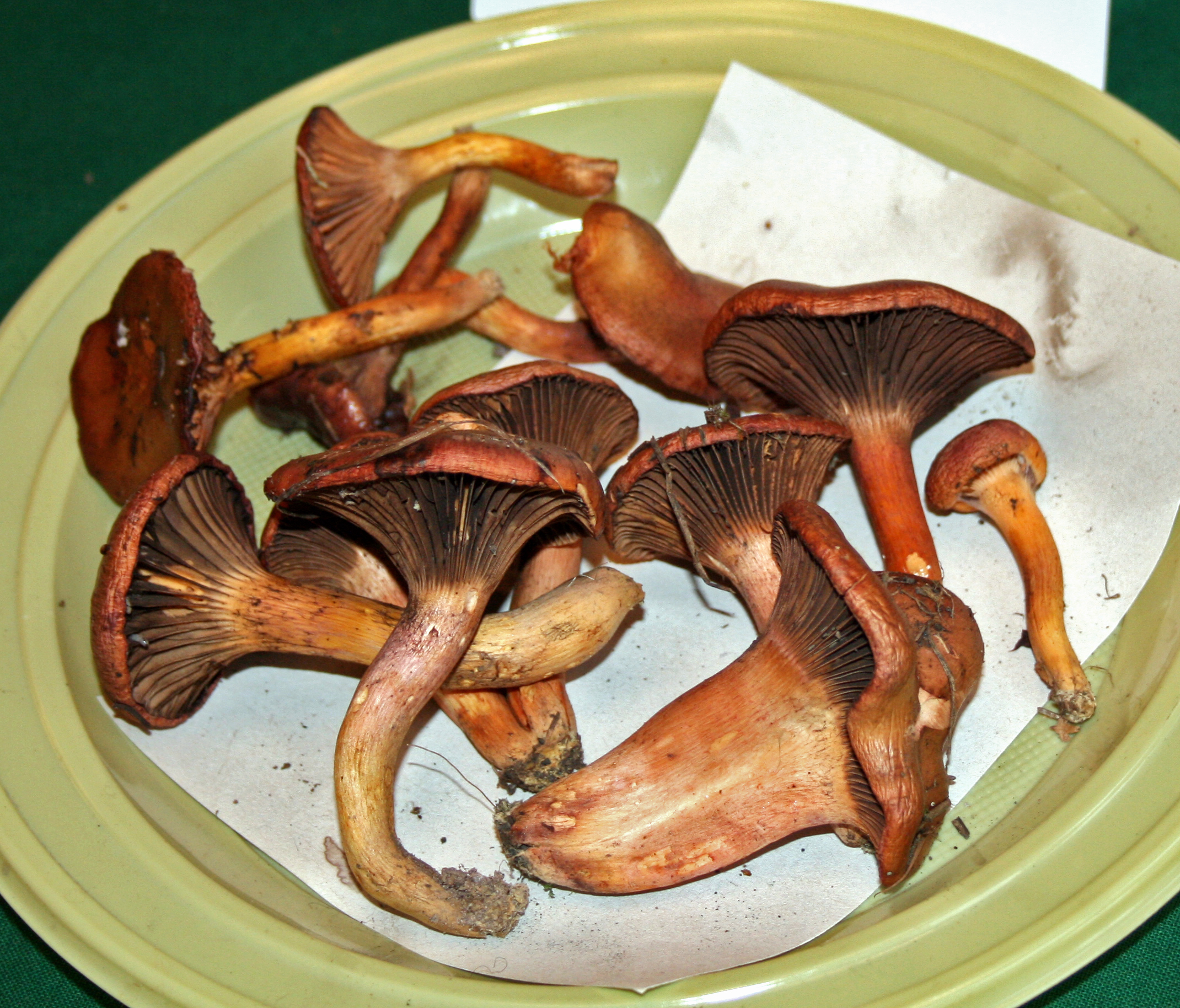
Chroogomphus rutilus, la especie tipo de la seta en un género erigido por Miller.

Orson Knapp Miller Jr. (19 de diciembre de 1930 – 9 de junio de 2006) fue un micólogo, y botánico estadounidense. Publicó numerosos artículos en micología y fue responsable en la identificaicón y nombrado de muchas taxa, además de ser uno de los autores que erigieron el género Chroogomphus; y, describió a Omphalotus olivascens, varias especies de Amanita, y el hongo necrófago Hebeloma aminophilum.
En el momento de su muerte era profesor emérito de la botánica en la Universidad Virginia Tech.

## Obra

### Algunas publicaciones[3]
- Mushrooms of North America (1972) ISBN 978-0525161653

- Gasteromycetes: Morphological and Developmental Features with Keys to the Orders, Families, and Genera (1988) ISBN 978-0916422745

- North American Mushrooms: A Field Guide to Edible and Inedible Fungi (2006) ISBN 978-0762731091

## Honores

### Galardones
Recibió el Premio William H. Weston por la excelencia en la enseñanza de la micología, y el Premio al Distinguido Micólogo.

### Eponimia
Varias especies de hongos han sido nombrados en su honor, incluyendo:
- Amanita orsonii Ash.Kumar & T.N. Lakh. (1990)[4]
- Clitocybe milleri H.E.Bigelow (1985)[5]
- Crepidotus milleri Hesler & A.H.Sm. (1965)[6]
- Entoloma milleri Noordel. (2004)[7]
- Pholiota milleri A.H. Sm. & Hesler (1968)[8]
- Plectania milleri Paden & Tylutki (1969)[9]
- Tylopilus orsonianus Fulgenzi & T.W.Henkel (2007)[10]

- La abreviatura «O.K.Mill.» se emplea para indicar a Orson Knapp Miller, Jr. como autoridad en la descripción y clasificación científica de los vegetales.[11]